# Нижнекартлийская равнина
Нижнекартли́йская равни́на (Нижнекартали́нская равни́на; груз. ქვემო ქართლის ვაკე) — равнина в Грузии, расположенная между отрогами Триалетского и Сомхетского хребтов.
Основная часть Нижнекартлийской равнины тянется вдоль рек Храми и Алгети и захватывает левобережье Куры (у города Рустави). Длина её составляет 65 км, ширина — до 35 км, высота — от 250 до 400 м. Равнина сложена аллювиальными и аллювиально-пролювиальными отложениями. На территории равнины процветает виноградарство и садоводство.